# Каталано, Марчелло
Марче́лло Катала́но (итал. Marcello Catalano; 28 июля 1975) — итальянский натуралист, специализирующийся на насекомоядных растениях.

## Биография
Марчелло Каталано занимается насекомоядными растениями с 1985 года. Его усилиями в конце 1990-х годов было основано Итальянское общество насекомоядных растений (Associazione Italiana Piante Carnivore, A.I.P.C.) и учреждён ежеквартальный журнала этого общества, вначале именовавшийся AIPC News, а позднее — AIPC Magazine.
С 2000 года по 2004 год Каталано проходил практику в Королевских ботанических садах Кью, Королевских ботанических садах Сиднея, Orto Botanico di Pavia и Robert Cantley’s Borneo Exotics, оптовом питомнике, расположенном в Шри Ланке и специализирующемся на разведении насекомоядный растений рода Непентес. В 2005 году Каталано опубликовал «Coltivare le Piante Carnivore», первую книгу на итальянском языке о культивировании насекомоядный растений, а затем, в 2009 году, — её версию на английском языке, под названием «Growing Carnivores — an Italian perspective».
С 2004 Каталано как натуралист и исследователь изучает различные виды насекомоядных растений из рода Непентес из Индокитая. В 2010 году он опубликовал монографию «Nepenthes della Thailandia», где описал 5 новых таксонов из Таиланда: Nepenthes andamana, Nepenthes chang, Nepenthes kerrii, Nepenthes suratensis и Nepenthes mirabilis var. globosa.